# Fenek
Fenek ali puščavska lisica (znanstveno ime Vulpes zerda) je majhna lisica, ki živi v saharskem delu severne Afrike in na Arabskem polotoku. Sodi v isti rod kot navadna lisica in druge znane vrste, vendar ga nekateri avtorji uvrščajo v samostojen rod Fennecus. Za svoje življenje v pripekajoči vročini je fenek zelo dobro opremljen. Ima izredno velika in opazna ušesa ter svetel kožuh peščene barve.

## Osnovne značilnosti
V dolžino meri do 65 cm vključno z repom, ki je dolg do 25 cm. Njegova najopaznejša značilnost so velika ušesa, dolga 10 do 15 cm, ki so dobro prekrvavljena in služijo predvsem za izmenjavo toplote. Težak je od kilograma do kilograma in pol.
Spolno zrelost doseže pri enem letu starosti; feneki se parijo od januarja do marca, samica po 52 dneh skoti leglo z dvema do štirimi mladiči. V ujetništvu živi do 12 let. V puščavi pa od 15 do 20 let.

## Način življenja
Fenek je nočno aktivna žival in preživi najbolj vroč del dneva v globokem podzemnem brlogu, ki si ga izkoplje ob vznožju tanke peščene plasti. Brlog ima različne hodnike in kamrice. Čeprav je tesno v sorodu s samotarsko navadno lisico, je fenek presenetljivo družabna žival. Velikokrat so brlogi med seboj povezani, zato živi v teh prostorih 10 do 15 živali. Vodja skupine je dominantni samec. Tudi odrasle živali se med seboj rade igrajo, čeprav je pri navadni lisici igranje dovoljeno le mladičem. Pogosto se socializirajo tudi z medsebojnim čiščenjem dlake.
Proti večeru fenek zapusti svoj brlog in opazuje okolico s kakšnega skritega prostora v senci grmovja ali skale. Ves čas mirno sedi in čaka na mrak, da se odpravi lovit v puščavo.

### Hrana in lov
Hrani se večinoma z mesom, lovi majhne glodavce in kuščarice. Fenek ostanke ulova, ki jih ne more pojesti, zakoplje za pozneje. Njegov jedilnik sestavljajo tudi žuželke, polži in sadeži (v večini dateljni). Kakor vse puščavske živali lahko tudi fenek več časa zdrži brez vode.

## Razširjenost in habitat
Fenek živi v puščavah in polpuščavah v severni Afriki (Sahari) najdemo pa ga tudi na Arabskem polotoku.

## Ogroženost in varstvo
Populacija feneka se je zaradi intenzivnega lova skozi stoletja zelo zmanjšala. Danes je v svojem življenjskem prostoru, še posebno na srednjem vzhodu, zelo redka žival in v nekaterih predelih je fenek popolnoma iztrebljen.
Zaradi njegove družabnosti ga je mogoče gojiti kot domačega ljubljenčka, vendar ga ne smatramo za udomačenega in zahteva veliko truda. Zaradi problematike odvzemanja živali iz naravnega okolja je gojenje fenekov kontroverzno, pravni status pa je različen od države do države. Kljub temu obstaja predvsem v ZDA in Kanadi uveljavljena skupnost gojiteljev.